# Cuentos de hadas para dormir cocodrilos
Cuento de hadas para dormir cocodrilos es una película mexicana del director mexicano Ignacio Ortiz Cruz estrenada en 2000. Obtuvo el Premio Ariel a Mejor Película en 2002.

## Sinopsis
La historia de México, desde la Guerra de Reforma hasta la Revolución Mexicana y de allí a la actualidad, contada a través de los ojos de Arcángel, un adulto que tiene un hijo autista y un padre con poco tiempo de vida por delante.

## Premios
Obtuvo 7 de 14 nominaciones en la ceremonia del Premio Ariel. Los premios obtenidos fueron:
- Mejor película
- Mejor dirección
- Mejor actor (Arturo Ríos)
- Mejor edición
- Mejor música compuesta para cine
- Mejor guion original
- Menor sonido

## Artículos complementarios
- Anexo:Premio Ariel a la mejor película
- Cuento de hadas

## Sitios exteriores
- Cuentos de hadas para dormir cocodrilos en Internet Movie Database (en inglés).
- Cuentos de hadas para dormir cocodrilos en YouTube.

- Datos: Q16482238